# Danièle
Danièle ist – neben Danielle – eine französische Form des Vornamens Daniela (einer weiblichen Form von Daniel).

## Namensträgerinnen
- Danièle Boni-Claverie (* 1942), ivorisch-französische Politikerin
- Danièle Debernard (* 1954), französische Skirennläuferin
- Danièle Delorme (1926–2015), französische Schauspielerin und Filmproduzentin
- Danièle Dubroux (* 1947), französische Regisseurin, Schauspielerin und Drehbuchautorin
- Danièle Graule (1944–2022), französische Schauspielerin und Sängerin, siehe Dani (Schauspielerin)
- Danièle Huillet (1936–2006), französische Filmemacherin
- Danièle Kaber (* 1960), luxemburgische Langstreckenläuferin
- Danièle Sallenave (* 1940), französische Schriftstellerin
- Danièle Thompson (* 1942), französische Drehbuchautorin und Regisseurin